# العلاقات بين الإمبراطورية الرومانية والهند
بدأت العلاقات بين الإمبراطورية الرومانية والهند خلال عهد أغسطس قيصر (16 يناير، 27 قبل الميلاد-19 أغسطس، 14 بعد الميلاد)، وهو أول إمبراطور للإمبراطورية الرومانية. يُعد وجود الرومان في سيثيا (الباكستان حاليًا) والهند والعلاقات بينهما خلال فترة الإمبراطورية الرومانية موثق بشكل سيئ. لم تتبقى أي رواية من روايات المعاصرين أو شبه المعاصرين لفترة ما قبل فتوحات الإسكندر الأكبر في الهند؛ لذلك يعتمد الفهم الحديث على أدلة أدبية ونقدية (علم النقود والعملات) وأثرية أكثر وفرة، ويتعلق ذلك بشكل أساسي بالتجارة بينهما.

## الرحمانية (كتاب الطريق)
يعود تاريخ كتاب رحمانيات بحر اريترا، الذي كتبه قبطان مجهول باليونانية، بشكل موثوق إلى الفترة منذ عام 40 حتى عام 70 وربما بين عامي 40 و50 بعد الميلاد.
يسرد مؤلف الرحمانيات الموانئ بدءًا من ميناء بارباريكون من عند مصب نهر السند في الغرب بالقرب من كراتشي الحديثة؛ وذلك حول الطرف الجنوبي لشبه الجزيرة الهندية والشمال حتى مصب نهر الغانج بالقرب من كلكتة الحديثة (كلكتا). لم يقدم المؤلف أي معلومات سياسية عن الموانئ الواقعة على الساحل الشرقي للهند، وذلك على عكس المعلومات الغنية عن بعض موانئ الساحل الغربي، وربما يشير إلى أنه لم يزرها شخصيًا. يبدو في الواقع أن النص يشير إلى أن السفن الغربية لم تسافر عادة إلى ما وراء طرف شبه الجزيرة الهندية؛ مما يمكن أن يترك التجارة اللاحقة إلى القوارب المحلية لأن الممر بين الهند والطرف الشمالي من بلايساموندو أو تابروباني (سريلانكا) كان ضحلًا جدًا لعبور سفن المحيطات؛ وكان الطريق حول الجزيرة طويلًا وربما أجبر الربابنة على قضاء موسم آخر في المنطقة قبل أن تصبح الرياح مناسبة للعودة إلى مصر.

## تراجان
عاد الإمبراطور الروماني تراجان إلى روما بعد هزيمة الداقيون، وضم عرب الأنباط المتمركزين في البتراء حوالي عام 105 بعد الميلاد. «عند عودة الإمبراطور تراجان إلى روما، أُرسِلت إليه وفود دبلوماسية من مختلف الشعوب البربرية، بما في ذلك السِّنديون (شعب حوض السند)، فأقام بمناسبة ذلك بطولة ضخمة دامت 123 يومًا، وذُبِح خلالها 11 ألف حيوان بري ومُروَّض، وتبارز 10 آلاف مجالد».
هزم تراجان فيما بعد فرثيا وأبحر عبر نهر دجلة (115-116)، ووصل إلى الشواطئ الشمالية للخليج العربي. «هزمت القوات الرومانية جبروت فرثيا من ميدان القتال ووصلت إلى الخليج العربي؛ وحلم إمبراطورهم المنتصر تراجان بتكرار مسيرة الإسكندر إلى شبه القارة الشمالية الغربية، ولكن فرض عليه تقدمه بالسن التوقف عن متابعة تحقيق حلمه».